# Liste der EU-Kommissare
Im Folgenden ist eine Übersicht über alle EU-Kommissare angegeben. Diese sind Mitglied der EU-Kommission (die Abkürzung VP steht für Vizepräsident der EU-Kommission).

## A
- Maria Luís Albuquerque, Kommissarin für Finanzdienstleistungen und die Spar- und Investitionsunion seit 2024
- Joaquin Almunia, Wirtschafts- und Währungskommissar 2004–2010; Wettbewerbskommissar und VP 2010–2014
- László Andor, Kommissar für Soziales und Beschäftigung 2010–2014
- Vytenis Andriukaitis, Gesundheitskommissar 2014–2019
- Andrus Ansip, Kommissar für Digitalen Binnenmarkt und VP 2014–2019
- Catherine Ashton, Handelskommissarin 2008–2009; Kommissarin für Außen- und Sicherheitspolitik und VP 2009–2014
- Dimitris Avramopoulos, Kommissar für Inneres und Migration 2014–2019

## B
- Martin Bangemann, Kommissar für Industrie und Telekommunikation 1995–1999
- Michel Barnier, Regionalpolitikkommissar 1999–2004; Kommissar für Binnenmarkt und Dienstleistungen 2010–2014
- José Manuel Barroso, Kommissionspräsident 2004–2014
- Jacques Barrot, Regionalpolitikkommissar 2004; Verkehrskommissar und VP 2004–2008; Justizkommissar und VP 2008–2010
- Elżbieta Bieńkowska, Kommissarin für Binnenmarkt, Unternehmertum und Industrie 2014–2019
- Frits Bolkestein, Binnenmarktkommissar 1999–2004
- Josep Borrell, Hoher Vertreter für Außen- und Sicherheitspolitik und Vizepräsident 2019–2024
- Joseph Borg, Kommissar für Fischerei und Maritime Angelegenheiten 2004–2010
- Tonio Borg, Gesundheitskommissar 2012–2014
- Thierry Breton, Kommissar für Binnenmarkt 2019–2024
- Leon Brittan, Handelskommissar 1993–1999 und Vizepräsident 1995–1999
- Magnus Brunner, Kommissar für Innere Angelegenheiten und Migration seit 2024
- Violeta Bulc, Verkehrskommissarin 2014–2019
- Philippe Busquin, Forschungskommissar 1999–2004
- David Byrne, Kommissar für Gesundheit und Verbraucherschutz 1999–2004

## C
- Miguel Arias Cañete, Kommissar für Energie und Klima 2014–2019
- Dacian Cioloș, Landwirtschaftskommissar 2010–2014
- Corina Crețu, Regionalpolitikkommissarin 2014–2019

## D
- John Dalli, Kommissar für Gesundheit und Verbraucherschutz 2010–2012
- Helena Dalli, Kommissarin für Gleichheitstellung 2019–2024
- Maria Damanaki, Kommissarin für Fischerei und Maritime Angelegenheiten 2010–2014
- João de Deus Pinheiro, Kommissar für Beziehungen zu Afrika und Entwicklungshilfe 1995–1999
- Karel De Gucht, Entwicklungskommissar 2009–2010; Handelskommissar 2010–2014
- Loyola de Palacio, Kommissar für Verkehr und Energie 1999–2004
- Jacques Delors, Kommissionspräsident 1985–1995
- Anna Diamantopoulou, Kommissarin für Beschäftigung und soziale Angelegenheiten 1999–2004
- Stavros Dimas, Kommissar für Beschäftigung und Soziales 2004, Umweltkommissar 2004–2010
- Valdis Dombrovskis, Kommissar für Euro und Sozialen Dialog und Vizepräsident 2014–2019; Kommissar für Wirtschaft und Kapitaldienstleistungen 2019–2024; Kommissar für Wirtschaftlichkeit und Produktivität, Umsetzung und Vereinfachung seit 2024
- Jacek Dominik, Haushaltskommissar 2014

## F
- Nelli Feroci, Kommissar für Unternehmen und Industrie 2014
- Elisa Ferreira, Kommissarin für Kohäsion und Reformen 2019–2024
- Benita Ferrero-Waldner, Kommissarin für Außenbeziehungen und Nachbarschaftspolitik 2004–2009; Handelskommissarin 2009–2010
- Ján Figeľ, Kommissar für Bildung und Kultur 2004–2009
- Mariann Fischer Boel, Landwirtschaftskommissarin 2004–2010
- Franz Fischler, Kommissar für Landwirtschaft und Fischerei 1999–2004
- Raffaele Fitto, Kommissar für Regionalentwicklung und Städte und Vizepräsident seit 2024
- Pádraig Flynn, Kommissar für Beschäftigung und soziale Angelegenheiten 1995–1999
- Franco Frattini, Justizkommissar und Vizepräsident 2004–2008
- Štefan Füle, Kommissar für Erweiterung und Nachbarschaftspolitik 2010–2014

## G
- Marija Gabriel, Kommissarin für Digitale Wirtschaft und Gesellschaft 2017–2019, Kommissarin für Innovation und Jugend 2019–2023
- Paolo Gentiloni, Kommissar für Wirtschaft 2019–2024
- Máire Geoghegan-Quinn, Kommissarin für Forschung und Innovation 2010–2014
- Kristalina Georgiewa, Kommissar für humanitäre Hilfe und Krisenschutz 2010–2014, Haushaltskommissarin und Vizepräsidentin 2014–2016
- Dalia Grybauskaitė, Haushaltskommissarin 2004–2009

## H
- Johannes Hahn, Regionalpolitikkommissar 2010–2014, Kommissar für Nachbarschaftspolitik und Erweiterung 2014–2019; Kommissar für Haushalt und Verwaltung 2019–2024
- Christophe Hansen, Kommissar für Landwirtschaft und Ernährung seit 2024
- Connie Hedegaard, Klimakommissarin 2010–2014
- Jonathan Hill, Kommissar für Finanzstabilität, Finanzdienstleistungen und Kapitalmarktunion 2014–2019
- Wopke Hoekstra, Klimakommissar seit 2023; Kommissar für Steuern seit 2024
- Phil Hogan, Landwirtschaftskommissar 2014–2019, Kommissar für Handel 2019–2020
- Danuta Hübner, Regionalpolitikkommissar 2004–2009

## I
- Iliana Iwanowa, Kommissarin für Innovation und Jugend 2023–2024

## J
- Ylva Johansson, Kommissarin für Inneres 2019–2024
- Dan Jørgensen, Kommissar für Energie und Wohnen seit 2024
- Věra Jourová, Justizkommissarin 2014–2019, Kommissarin für Werte und Transparenz und Vizepräsidentin 2019–2024
- Jean-Claude Juncker, Kommissionspräsident 2014–2019

## K
- Costas Kadis, Kommissar für Fischerei und Ozeane seit 2024
- Jyrki Katainen, Wirtschafts- und Währungskommissar 2014, Kommissar für Wachstum, Wettbewerbsfähigkeit und Arbeitsplätze und Vizepräsident 2014–2019
- Kaja Kallas, Kommissarin für Außen- und Sicherheitspolitik und Vizepräsidentin seit 2024
- Siim Kallas, Verwaltungskommissar 2004–2010; Verkehrskommissar und Vizepräsident 2010–2014
- Julian King,  Kommissar für die Sicherheitsunion 2016–2019
- Neil Kinnock, Kommissar für Verwaltungsreform und Vizepräsident 1999–2004
- Marta Kos, Kommissarin für Erweiterung, Östliche Nachbarschaften und Wiederaufbau der Ukraine seit 2024
- László Kovács, Kommissar für Steuern und Zollunion 2004–2009
- Neelie Kroes, Wettbewerbskommissar 2004–2010; Kommissarin für Digitale Agenda und Vizepräsidentin 2010–2014
- Andrius Kubilius, Kommissar für Verteidigung und Raumfahrt seit 2024
- Meglena Kunewa, Verbraucherschutzkommissarin 2004–2009
- Márkos Kyprianoú, Kommissar für Gesundheit und Verbraucherschutz 2004–2008
- Stella Kyriakides, Kommissarin für Gesundheit 2019–2024

## L
- Hadja Lahbib, Kommissarin für Resilienz und Krisenmanagement sowie Gleichstellung seit 2024
- Pascal Lamy, Handelskommissar 1999–2004
- Janez Lenarčič, Kommissar für Krisenmanagement 2019–2024
- Janusz Lewandowski, Haushaltskommissar 2010–2014
- Ursula von der Leyen, Kommissionspräsidentin seit 2019
- Erkki Liikanen, Kommissar für Industrie und Informationsgesellschaft 1999–2004

## M
- Cecilia Malmström, Kommissarin für Inneres 2010–2014; Handelskommissarin 2014–2019
- Peter Mandelson, Handelskommissar 2004–2009
- Manuel Marín, Kommissar für Beziehungen zu Mittelraum, Lateinamerika und Vizepräsident 1995–1999, Kommissionspräsident 1999
- Charlie McCreevy, 2004–2010 Kommissar für Binnenmarkt und Dienstleistungen 2004–2010
- Michael McGrath, Kommissar für Demokratie, Justiz und Rechtsstaatlichkeit seit 2024
- Mairead McGuinness, Kommissarin für Wirtschaft und Kapitaldienstleistungen 2020–2024
- Glenn Micallef, Kommissar für Generationengerechtigkeit, Jugend, Kultur und Sport seit 2024
- Louis Michel, Entwicklungskommissar 2004–2009
- Neven Mimica, Verbraucherschutzkommissar 2013–2014; Entwicklungskommissar 2014–2019
- Roxana Mînzatu, Kommissarin für Bildung, hochwertige Arbeitsplätze und soziale Rechte und Vizepräsidentin seit 2024
- Carlos Moedas, Kommissar für Forschung und Innovation 2014–2019
- Federica Mogherini, Kommissarin für Außen- und Sicherheitspolitik und Vizepräsidentin 2014–2019
- Mario Monti Kommissar für Wettbewerb 1999–2004
- Pierre Moscovici, Wirtschafts- und Währungskommissar 2014–2019

## N
- Tibor Navracsics, Kommissar für Bildung und Kultur 2014–2019
- Poul Nielson, Kommissar für Entwicklung und humanitäre Hilfe 1999–2004

## O
- Günther Oettinger, Energiekommissar 2010–2014; Kommissar für Digitale Wirtschaft und Gesellschaft 2014–2016; Kommissar für Haushalt und Personal 2016–2019
- Leonard Orban, Kommissar für Mehrsprachigkeit 2007–2010
- Marcelino Oreja Aguirre, Kommissar für Energie, Euratom und Verkehr 1995–1999

## P
- Chris Patten, Kommissar für Außenbeziehungen 1999–2004
- Andris Piebalgs, Energiekommissar 2004–2010; Entwicklungskommissar 2010–2014
- Romano Prodi, Kommissionspräsidenten 1999–2004
- Janez Potočnik, Kommissar für Wissenschafts- und Forschungspolitik 2004–2010 Umweltkommissar 2010–2014

## R
- Viviane Reding, Kommissarin für Bildung und Kultur 1999–2004; Kommissarin für Medien und Informationsgesellschaft 2004–2010; Justizkommissarin und Vizepräsidentin 2010–2014
- Olli Rehn, Kommissar für Unternehmen und Industrie 2004; Erweiterungskommissar 2004–2010; 2010–2014 Wirtschafts- und Währungskommissar und Vizepräsident 2010–2014
- Martine Reicherts, Justizkommissarin 2014–2019
- Didier Reynders, Justizkommissar 2019–2024
- Teresa Ribera, Kommissarin für Wettbewerb und Vizepräsidentin seit 2024
- Jessika Roswall, Kommissarin für Umwelt, Wasserresilienz und eine wettbewerbsfähige Kreislaufwirtschaft seit 2024

## S
- Ekaterina Sachariewa, Kommissarin für Startups, Forschung und Innovation seit 2024
- Paweł Samecki, Regionalpolitikkommissar 2004–2009
- Jacques Santer, Kommissionspräsident 1995–1999
- Margaritis Schinas, Kommissar für die Förderung des europäischen Lebensstils und Vizepräsident 2019–2024
- Nicolas Schmit, Kommissar für Beschäftigung und soziale Rechte 2019–2024
- Michaele Schreyer, Haushaltskommissarin 1999–2004
- Maroš Šefčovič, Kommissar für Bildung und Kultur 2009–2010; Verwaltungskommissar und Vizepräsident 2010–2014; Kommissar für Energieunion und VP 2014–2019, Kommissar für interinstitutionelle Beziehungen und Vorausschau und VP 2019–2024; Kommissar für Handel und wirtschaftliche Sicherheit sowie interinstitutionelle Beziehungen und Transparenz seit 2024
- Stéphane Séjourné, Kommissar für Industrie, KMU und den Binnenmarkt und Vizepräsident seit 2024
- Algirdas Šemeta, Haushaltskommissar 2009–2010; Kommissar für Steuern, Zollunion und Betrugsbekämpfung 2010–2014
- Piotr Serafin, Kommissar für Haushalt, Betrugsbekämpfung und öffentliche Verwaltung seit 2024
- Jozef Síkela, Kommissar für Internationale Partnerschaften seit 2024
- Kadri Simson, Kommissarin für Energie 2019–2024
- Virginijus Sinkevičius, Kommissar für Umwelt, Ozeane und Fischerei 2019–2024
- Pedro Solbes, Wirtschafts- und Währungskommissar 1999–2004
- Vladimír Špidla, Kommissar Beschäftigung und Soziales 2004–2010
- Christos Stylianides, Kommissar für humanitäre Hilfe und Krisenschutz 2014–2019
- Dubravka Šuica, Vizepräsidentin für Demokratie und Demografie 2019–2024; Kommissarin für Mittelmeer seit 2024

## T
- Antonio Tajani, Verkehrskommissar 2008–2010; Kommissar für Unternehmen und Industrie und Vizepräsident 2010–2014
- Marianne Thyssen, Kommissarin für Soziales und Beschäftigung 2014–2019
- Frans Timmermans, Kommissar für Bessere Rechtssetzung, interinstitutionelle Beziehungen, Rechtsstaatlichkeit und Grundrechtecharta und Vizepräsident 2014–2019; Kommissar für Klimaschutz und den European Green Deal und VP 2019–2023
- Apostolos Tzitzikostas, Kommissar für Nachhaltigen Verkehr und Tourismus seit 2024

## U
- Jutta Urpilainen, Kommissarin für Internationale Partnerschaften 2019–2024

## V
- Adina Vălean, Kommissarin für Verkehr 2019–2024
- Hans van den Broek, Außenpolitikkommissar 1995–1999
- Karel Van Miert, Wettbewerbskommissar 1995–1999
- Olivér Várhelyi, Kommissar für Erweiterung und europäische Nachbarschaftspolitik 2019–2024; Kommissar für Gesundheit und Tierschutz seit 2024
- Androulla Vassiliou, Gesundheitskommissarin 2008–2010; Kommissarin für Bildung und Kultur 2010–2014
- Karmenu Vella, Kommissar für Umwelt, Fischerei und Maritime Angelegenheiten 2014–2019
- Günter Verheugen, Erweiterungskommissar 1999–2004; Kommissar für Unternehmen und Industrie und Vizepräsident 2004–2010
- Margrethe Vestager, Wettbewerbskommissarin 2014–2024; Kommissarin für Digitales und Vizepräsidentin 2019–2024
- Henna Virkkunen, Kommissarin für Digitale- und Grenztechnologien und Vizepräsidentin seit 2024
- António Vitorino, Kommissar für Justiz und Inneres 1999–2004

## W
- Margot Wallström, Umweltkommissar 1999–2004, Erste Vizepräsidentin der Kommission 2004–2010
- Janusz Wojciechowski, Kommissar für Landwirtschaft 2019–2024